# Abraham Alikhanov
Abraham Isahakovich Alikhanov (Alikhanian, em armênio/arménio:  Աբրահամ Իսահակի Ալիխանյան; Elisabethpol, Governorate de Elisabethpol, Império Russo, 20 de fevereiro de 1904 – Moscou, República Socialista Federativa Soviética da Rússia, União Soviética, 8 de dezembro de 1970) foi um físico soviético armeniano, acadêmico da Academia de Ciências da União Soviética. Foi um dos líderes do projeto atômico soviético. Em 1945 fundou e foi diretor do Instituto de Física Teórica e Experimental. É conhecido como um dos pais da física de partículas soviética.

## Biografia
Alikhanian nasceu em 20 de fevereiro de 1904, em Elisabethpol, Governorate de Elisabethpol, Império Russo, em uma família armeniana. Seu pai era maquinista de um trem. Em 1928 obteve a graduação na Universidade Politécnica Estatal de São Petersburgo. Foi nesta época que ele russificou seu nome de Alikhanian para Alikhanov. Seu irmão mais novo, Artem Alikhanian, também tornopu-se um físico. Recebeu em 1941 o Prêmio Estatal da URSS.
Morreu em Moscou em 8 de dezembro de 1970, aos 66 anos de idade, e foi sepultado no Cemitério Novodevichy.